# Europese kampioenschappen beachvolleybal 2021 (vrouwen)
Het vrouwentoernooi van de Europese kampioenschappen beachvolleybal 2021 in Wenen vond plaats van 11 tot en met 14 augustus. Het Zwitserse duo Nina Betschart en Tanja Hüberli won de Europese titel ten koste van de Nederlanders Katja Stam en Raïsa Schoon. Het brons ging naar het Duitse duo Karla Borger en Julia Sude dat in de troostfinale te sterk was voor Tina Graudina en Anastasija Kravčenoka uit Letland.

## Groepsfase
|  | Direct naar laatste 16 |
|  | Naar tussenronde       |

### Groep A
| # | Ploeg                  | Punten | Wedstrijden | Wedstrijden | Spelpunten | Spelpunten | Spelpunten | Sets | Sets | Sets  |
| # | Ploeg                  | Punten | W           | V           | W          | V          | Ratio      | W    | V    | Ratio |
| - | ---------------------- | ------ | ----------- | ----------- | ---------- | ---------- | ---------- | ---- | ---- | ----- |
| 1 | van Iersel / Ypma      | 4      | 2           | 0           | 89         | 77         | 1,156      | 4    | 1    | 4,000 |
| 2 | Ceynowa / Gruszczynska | 3      | 1           | 1           | 74         | 89         | 0,831      | 2    | 3    | 0,667 |
| 3 | Lehtonen / Ahtiainen   | 3      | 1           | 1           | 92         | 76         | 1,211      | 3    | 2    | 1,500 |
| 4 | Lahti / Parkkinen      | 2      | 0           | 2           | 76         | 89         | 0,854      | 1    | 4    | 0,250 |

| Datum       |                        | Score |                      | Set 1   | Set 2   | Set 3   |
| ----------- | ---------------------- | ----- | -------------------- | ------- | ------- | ------- |
| 11 augustus | Ceynowa / Gruszczynska | 2 – 1 | Lahti / Parkkinen    | 11 – 21 | 21 – 15 | 15 – 11 |
| 11 augustus | van Iersel / Ypma      | 2 – 1 | Lehtonen / Ahtiainen | 11 – 21 | 21 – 19 | 15 – 10 |
| 11 augustus | Ceynowa / Gruszczynska | 0 – 2 | van Iersel / Ypma    | 9 – 21  | 18 – 21 |         |
| 11 augustus | Lahti / Parkkinen      | 0 – 2 | Lehtonen / Ahtiainen | 14 – 21 | 15 – 21 |         |

### Groep B
| # | Ploeg                | Punten | Wedstrijden | Wedstrijden | Spelpunten | Spelpunten | Spelpunten | Sets | Sets | Sets  |
| # | Ploeg                | Punten | W           | V           | W          | V          | Ratio      | W    | V    | Ratio |
| - | -------------------- | ------ | ----------- | ----------- | ---------- | ---------- | ---------- | ---- | ---- | ----- |
| 1 | Dabizja / Cholomina  | 4      | 2           | 0           | 100        | 87         | 1,149      | 4    | 1    | 4,000 |
| 2 | Böbner / Vergé-Dépré | 3      | 1           | 1           | 81         | 77         | 1,052      | 2    | 2    | 1,000 |
| 3 | Stam / Schoon        | 3      | 1           | 1           | 73         | 61         | 1,197      | 2    | 2    | 1,000 |
| 4 | Strauss / Dörfler    | 2      | 0           | 2           | 67         | 96         | 0,698      | 1    | 4    | 0,250 |

| Datum       |                     | Score |                      | Set 1   | Set 2   | Set 3  |
| ----------- | ------------------- | ----- | -------------------- | ------- | ------- | ------ |
| 11 augustus | Dabizja / Cholomina | 2 – 1 | Strauss / Dörfler    | 21 – 18 | 18 – 21 | 15 – 9 |
| 11 augustus | Stam / Schoon       | 0 – 2 | Böbner / Vergé-Dépré | 16 – 21 | 15 – 21 |        |
| 11 augustus | Dabizja / Cholomina | 2 – 0 | Böbner / Vergé-Dépré | 25 – 23 | 21 – 16 |        |
| 11 augustus | Strauss / Dörfler   | 0 – 2 | Stam / Schoon        | 5 – 21  | 14 – 21 |        |

### Groep C
| # | Ploeg                      | Punten | Wedstrijden | Wedstrijden | Spelpunten | Spelpunten | Spelpunten | Sets | Sets | Sets  |
| # | Ploeg                      | Punten | W           | V           | W          | V          | Ratio      | W    | V    | Ratio |
| - | -------------------------- | ------ | ----------- | ----------- | ---------- | ---------- | ---------- | ---- | ---- | ----- |
| 1 | Betschart / Hüberli        | 4      | 2           | 0           | 94         | 69         | 1,362      | 4    | 1    | 4,000 |
| 2 | Behrens / Ittlinger        | 2      | 1           | 1           | 71         | 68         | 1,044      | 2    | 2    | 1,000 |
| 3 | Botsjarova / Voronina      | 2      | 1           | 1           | 75         | 96         | 0,781      | 2    | 3    | 0,667 |
| 4 | Hjortland / Helland-Hansen | 2      | 0           | 2           | 94         | 101        | 0,931      | 2    | 4    | 0,500 |

| Datum       |                            | Score |                            | Set 1   | Set 2   | Set 3   |
| ----------- | -------------------------- | ----- | -------------------------- | ------- | ------- | ------- |
| 11 augustus | Betschart / Hüberli        | 2 – 1 | Hjortland / Helland-Hansen | 16 – 21 | 21 – 10 | 15 – 9  |
| 11 augustus | Behrens / Ittlinger        | 2 – 0 | Botsjarova / Voronina      | 21 – 14 | 21 – 12 |         |
| 11 augustus | Betschart / Hüberli        | 2 – 0 | Behrens / Ittlinger        | 21 – 16 | 21 – 13 |         |
| 11 augustus | Hjortland / Helland-Hansen | 1 – 2 | Botsjarova / Voronina      | 21 – 23 | 21 – 11 | 12 – 15 |

### Groep D
| # | Ploeg                 | Punten | Wedstrijden | Wedstrijden | Spelpunten | Spelpunten | Spelpunten | Sets | Sets | Sets  |
| # | Ploeg                 | Punten | W           | V           | W          | V          | Ratio      | W    | V    | Ratio |
| - | --------------------- | ------ | ----------- | ----------- | ---------- | ---------- | ---------- | ---- | ---- | ----- |
| 1 | Graudina / Kravčenoka | 4      | 2           | 0           | 84         | 68         | 1,235      | 4    | 0    | MAX   |
| 2 | Kołosińska / Kociołek | 3      | 1           | 1           | 79         | 83         | 0,952      | 2    | 2    | 1,000 |
| 3 | Soria / Carro         | 3      | 1           | 1           | 83         | 78         | 1,064      | 2    | 2    | 1,000 |
| 4 | Placette / Richard    | 2      | 0           | 2           | 67         | 84         | 0,798      | 0    | 4    | 0,000 |

| Datum       |                       | Score |                       | Set 1   | Set 2   | Set 3 |
| ----------- | --------------------- | ----- | --------------------- | ------- | ------- | ----- |
| 11 augustus | Graudina / Kravčenoka | 2 – 0 | Placette / Richard    | 21 – 17 | 21 – 17 |       |
| 11 augustus | Kołosińska / Kociołek | 2 – 0 | Soria / Carro         | 21 – 19 | 24 – 22 |       |
| 11 augustus | Graudina / Kravčenoka | 2 – 0 | Kołosińska / Kociołek | 21 – 18 | 21 – 16 |       |
| 11 augustus | Placette / Richard    | 0 – 2 | Soria / Carro         | 16 – 21 | 17 – 21 |       |

### Groep E
| # | Ploeg                  | Punten | Wedstrijden | Wedstrijden | Spelpunten | Spelpunten | Spelpunten | Sets | Sets | Sets  |
| # | Ploeg                  | Punten | W           | V           | W          | V          | Ratio      | W    | V    | Ratio |
| - | ---------------------- | ------ | ----------- | ----------- | ---------- | ---------- | ---------- | ---- | ---- | ----- |
| 1 | Borger / Sude          | 4      | 2           | 0           | 95         | 80         | 1,188      | 4    | 1    | 4,000 |
| 2 | Hermannová / Štochlová | 3      | 1           | 1           | 104        | 104        | 1,000      | 3    | 3    | 1,000 |
| 3 | Lunde / Olimstad       | 3      | 1           | 1           | 94         | 95         | 0,989      | 3    | 2    | 1,500 |
| 4 | Lobato / Álvarez       | 2      | 0           | 2           | 71         | 85         | 0,835      | 0    | 4    | 0,000 |

| Datum       |                        | Score |                        | Set 1   | Set 2   | Set 3   |
| ----------- | ---------------------- | ----- | ---------------------- | ------- | ------- | ------- |
| 11 augustus | Borger / Sude          | 2 – 0 | Lobato / Álvarez       | 21 – 18 | 21 – 16 |         |
| 11 augustus | Hermannová / Štochlová | 2 – 1 | Lunde / Olimstad       | 21 – 23 | 21 – 14 | 16 – 14 |
| 11 augustus | Borger / Sude          | 2 – 1 | Hermannová / Štochlová | 17 – 21 | 21 – 17 | 15 – 8  |
| 11 augustus | Lobato / Álvarez       | 0 – 2 | Lunde / Olimstad       | 20 – 22 | 17 – 21 |         |

### Groep F
| # | Ploeg                 | Punten | Wedstrijden | Wedstrijden | Spelpunten | Spelpunten | Spelpunten | Sets | Sets | Sets  |
| # | Ploeg                 | Punten | W           | V           | W          | V          | Ratio      | W    | V    | Ratio |
| - | --------------------- | ------ | ----------- | ----------- | ---------- | ---------- | ---------- | ---- | ---- | ----- |
| 1 | Keizer / Meppelink    | 4      | 2           | 0           | 92         | 81         | 1,136      | 4    | 1    | 4,000 |
| 2 | Bieneck / Schneider   | 3      | 1           | 1           | 92         | 81         | 1,136      | 3    | 2    | 1,500 |
| 3 | Arvaniti / Karagkouni | 3      | 1           | 1           | 73         | 73         | 1,000      | 2    | 2    | 1,000 |
| 4 | Friedl / Pfeffer      | 2      | 0           | 2           | 62         | 84         | 0,738      | 0    | 4    | 0,000 |

| Datum       |                     | Score |                       | Set 1   | Set 2   | Set 3   |
| ----------- | ------------------- | ----- | --------------------- | ------- | ------- | ------- |
| 11 augustus | Keizer / Meppelink  | 2 – 0 | Friedl / Pfeffer      | 21 – 18 | 21 – 13 |         |
| 11 augustus | Bieneck / Schneider | 2 – 0 | Arvaniti / Karagkouni | 21 – 15 | 21 – 16 |         |
| 11 augustus | Keizer / Meppelink  | 2 – 1 | Bieneck / Schneider   | 21 – 18 | 14 – 21 | 15 – 11 |
| 11 augustus | Friedl / Pfeffer    | 0 – 2 | Arvaniti / Karagkouni | 19 – 21 | 12 – 21 |         |

### Groep G
| # | Ploeg                 | Punten | Wedstrijden | Wedstrijden | Spelpunten | Spelpunten | Spelpunten | Sets | Sets | Sets  |
| # | Ploeg                 | Punten | W           | V           | W          | V          | Ratio      | W    | V    | Ratio |
| - | --------------------- | ------ | ----------- | ----------- | ---------- | ---------- | ---------- | ---- | ---- | ----- |
| 1 | Laboureur / Tillmann  | 4      | 2           | 0           | 108        | 91         | 1,187      | 4    | 2    | 2,000 |
| 2 | Menegatti / Orsi Toth | 3      | 1           | 1           | 94         | 95         | 0,989      | 3    | 2    | 1,500 |
| 3 | Birlova / Frolova     | 3      | 1           | 1           | 101        | 100        | 1,010      | 2    | 3    | 0,667 |
| 4 | Klinger / Klinger     | 2      | 0           | 2           | 97         | 114        | 0,851      | 2    | 4    | 0,500 |

| Datum       |                       | Score |                       | Set 1   | Set 2   | Set 3   |
| ----------- | --------------------- | ----- | --------------------- | ------- | ------- | ------- |
| 11 augustus | Laboureur / Tillmann  | 2 – 1 | Klinger / Klinger     | 21 – 13 | 19 – 21 | 15 – 10 |
| 11 augustus | Menegatti / Orsi Toth | 2 – 0 | Birlova / Frolova     | 21 – 18 | 26 – 24 |         |
| 11 augustus | Laboureur / Tillmann  | 2 – 1 | Menegatti / Orsi Toth | 17 – 21 | 21 – 16 | 15 – 10 |
| 11 augustus | Klinger / Klinger     | 1 – 2 | Birlova / Frolova     | 20 – 22 | 24 – 22 | 9 – 15  |

### Groep H
| # | Ploeg                         | Punten | Wedstrijden | Wedstrijden | Spelpunten | Spelpunten | Spelpunten | Sets | Sets | Sets  |
| # | Ploeg                         | Punten | W           | V           | W          | V          | Ratio      | W    | V    | Ratio |
| - | ----------------------------- | ------ | ----------- | ----------- | ---------- | ---------- | ---------- | ---- | ---- | ----- |
| 1 | Machno / Machno               | 4      | 2           | 0           | 95         | 85         | 1,118      | 4    | 1    | 4,000 |
| 2 | Schützenhöfer / Plesiutschnig | 3      | 1           | 1           | 106        | 104        | 1,019      | 3    | 3    | 1,000 |
| 3 | Kvapilová / Bonnerová         | 3      | 1           | 1           | 93         | 88         | 1,057      | 3    | 2    | 1,500 |
| 4 | Davidova / Loenina            | 2      | 0           | 2           | 67         | 84         | 0,798      | 0    | 4    | 0,000 |

| Datum       |                               | Score |                       | Set 1   | Set 2   | Set 3   |
| ----------- | ----------------------------- | ----- | --------------------- | ------- | ------- | ------- |
| 11 augustus | Schützenhöfer / Plesiutschnig | 2 – 1 | Kvapilová / Bonnerová | 21 – 18 | 19 – 21 | 15 – 12 |
| 11 augustus | Davidova / Loenina            | 0 – 2 | Machno / Machno       | 19 – 21 | 15 – 21 |         |
| 11 augustus | Schützenhöfer / Plesiutschnig | 1 – 2 | Machno / Machno       | 17 – 21 | 21 – 17 | 13 – 15 |
| 11 augustus | Kvapilová / Bonnerová         | 2 – 0 | Davidova / Loenina    | 21 – 19 | 21 – 14 |         |

## Knockoutfase

### Tussenronde
| Datum       | Wedstrijd | Team 1                        | Score | Team 2                | Set 1   | Set 2   | Set 3   |
| ----------- | --------- | ----------------------------- | ----- | --------------------- | ------- | ------- | ------- |
| 12 augustus | 1         | Schützenhöfer / Plesiutschnig | 2 – 0 | Arvaniti / Karagkouni | 21 – 16 | 21 – 19 |         |
| 12 augustus | 2         | Hermannová / Štochlová        | 2 – 0 | Kvapilová / Bonnerová | 21 – 18 | 21 – 14 |         |
| 12 augustus | 3         | Menegatti / Orsi Toth         | 1 – 2 | Stam / Schoon         | 21 – 19 | 14 – 21 | 13 – 15 |
| 12 augustus | 4         | Bieneck / Schneider           | 2 – 0 | Botsjarova / Voronina | 21 – 13 | 21 – 12 |         |
| 12 augustus | 5         | Böbner / Vergé-Dépré          | 2 – 0 | Birlova / Frolova     | –       | –       |         |
| 12 augustus | 6         | Ceynowa / Gruszczynska        | 0 – 2 | Soria / Carro         | 19 – 21 | 13 – 21 |         |
| 12 augustus | 7         | Kołosińska / Kociołek         | 2 – 0 | Lehtonen / Ahtiainen  | 21 – 18 | 21 – 16 |         |
| 12 augustus | 8         | Behrens / Ittlinger           | 2 – 0 | Lunde / Olimstad      | 22 – 20 | 21 – 15 |         |

### Eindronde
| Achtste finale | Achtste finale                | Achtste finale | Achtste finale | Achtste finale |  |  | Kwartfinale           | Kwartfinale          | Kwartfinale | Kwartfinale | Kwartfinale |  |  | Halve finale | Halve finale          | Halve finale | Halve finale | Halve finale |  |              | Finale                | Finale              | Finale       | Finale       | Finale |
|                |                               |                |                |                |  |  |                       |                      |             |             |             |  |  |              |                       |              |              |              |  |              |                       |                     |              |              |        |
|                | Laboureur / Tillmann          | 21             | 21             |                |  |  |                       |                      |             |             |             |  |  |              |                       |              |              |              |  |              |                       |                     |              |              |        |
|                | Schützenhöfer / Plesiutschnig | 15             | 17             |                |  |  |                       | Laboureur / Tillmann | 21          | 16          | 13          |  |  |              |                       |              |              |              |  |              |                       |                     |              |              |        |
|                | Graudina / Kravčenoka         | 21             | 21             |                |  |  | Graudina / Kravčenoka | 13                   | 21          | 15          |             |  |  |              |                       |              |              |              |  |              |                       |                     |              |              |        |
|                | Hermannová / Štochlová        | 17             | 18             |                |  |  |                       |                      |             |             |             |  |  |              | Graudina / Kravčenoka | 15           | 21           | 11           |  |              |                       |                     |              |              |        |
|                | van Iersel / Ypma             | 16             | 15             |                |  |  |                       |                      |             |             |             |  |  |              | Stam / Schoon         | 21           | 15           | 15           |  |              |                       |                     |              |              |        |
|                | Stam / Schoon                 | 21             | 21             |                |  |  |                       | Stam / Schoon        | 21          | 23          |             |  |  |              |                       |              |              |              |  |              |                       |                     |              |              |        |
|                | Machno / Machno               | 13             | 15             |                |  |  | Bieneck / Schneider   | 19                   | 21          |             |             |  |  |              |                       |              |              |              |  |              |                       |                     |              |              |        |
|                | Bieneck / Schneider           | 21             | 21             |                |  |  |                       |                      |             |             |             |  |  |              |                       |              |              |              |  |              |                       | Stam / Schoon       | 15           | 12           |        |
|                | Borger / Sude                 | 21             | 15             | 15             |  |  |                       |                      |             |             |             |  |  |              |                       |              |              |              |  |              |                       | Betschart / Hüberli | 21           | 21           |        |
|                | Böbner / Vergé-Depré          | 12             | 21             | 11             |  |  |                       | Borger / Sude        | 21          | 21          |             |  |  |              |                       |              |              |              |  |              |                       |                     |              |              |        |
|                | Dabizja / Cholomina           | 20             | 21             | 19             |  |  | Dabizja / Cholomina   | 18                   | 19          |             |             |  |  |              |                       |              |              |              |  |              |                       |                     |              |              |        |
|                | Soria / Carro                 | 22             | 17             | 17             |  |  |                       |                      |             |             |             |  |  |              | Borger / Sude         | 9            | 24           | 14           |  |              |                       |                     |              |              |        |
|                | Betschart / Hüberli           | 21             | 21             |                |  |  |                       |                      |             |             |             |  |  |              | Betschart / Hüberli   | 21           | 22           | 16           |  |              |                       |                     |              |              |        |
|                | Kołosińska / Kociołek         | 13             | 17             |                |  |  |                       | Betschart / Hüberli  | 22          | 21          |             |  |  |              |                       |              |              |              |  | Troostfinale | Troostfinale          | Troostfinale        | Troostfinale | Troostfinale |        |
|                | Keizer / Meppelink            | 21             | 21             |                |  |  | Keizer / Meppelink    | 20                   | 19          |             |             |  |  |              |                       |              |              |              |  |              | Graudina / Kravčenoka | 21                  | 17           | 8            |        |
|                | Behrens / Ittlinger           | 17             | 15             |                |  |  |                       |                      |             |             |             |  |  |              |                       |              |              |              |  |              |                       | Borger / Sude       | 14           | 21           | 15     |